# .mr
.mr — национальный домен верхнего уровня для Мавритании.
Домены .mr могут зарегистрировать граждане, резиденты и юридические лица Мавритании с местным представительством.

## История
Управление доменными именами верхнего уровня Интернета в Мавритании было делегировано факультету науки и технологий Университета Нуакшота 24 апреля 1996 года. Поскольку в то время страна не была подключена к Интернету, сервера с доменом .mr размещал Научно-исследовательский институт развития (Франция).
После того, как к апрелю 2000 года была создана необходимая инфраструктура, в факультете науки и технологий был создан Сетевой информационный центр, который начал размещать сервера с доменом .mr.